# Bryum plicatum
Bryum plicatum là một loài Rêu trong họ Bryaceae. Loài này được (Cardot) Ochi mô tả khoa học đầu tiên năm 1978.